# Ruptura de simetría en hormigas que escapan
La ruptura de simetría de las hormigas que escapan es un fenómeno de comportamiento gregario que se observa cuando las hormigas están confinadas en una celda con dos salidas equidistantes y después se las rocía con un repelente de insectos. Las hormigas tienden a aglomerarse más en una de las puertas mientras intentan escapar (es decir, se produce una ruptura de la simetría en su comportamiento de escape), disminuyendo así la eficacia de la evacuación.

## Descripción
Este fenómeno surge en experimentos en los que se encierra a las hormigas obreras en celdas circulares con una tapa de cristal de tal forma que sólo pueden moverse en dos dimensiones (es decir, las hormigas no pueden pasar unas por encima de otras). La celda tiene dos salidas situadas simétricamente respecto a su centro. Los experimentos consistieron en dos series de ensayos diferentes. En la primera, se abrieron las dos salidas al mismo tiempo, dejando escapar a las hormigas. Tras 30 repeticiones, una puerta se utilizó un 13,666% más que la otra. En la segunda serie de ensayos, la configuración fue idéntica, pero unos segundos antes de abrir las puertas, se inyectó una dosis de 50 μL de repelente de insectos en el centro de la celda a través de un pequeño orificio en la tapa de cristal. Tras 30 repeticiones, una puerta se utilizó un 38,3% más que la otra.

## Historia
Inspirándose en simulaciones informáticas anteriores que predecían un fenómeno de ruptura de simetría cuando unos humanos presas del pánico escapan de una habitación con dos salidas equivalentes, un equipo de investigadores dirigido por E. Altschuler llevó a cabo los dos experimentos descritos, que revelaron el efecto de ruptura de simetría en la hormiga cortadora de hojas Atta insularis en presencia de un repelente de insectos.
Otro equipo de investigadores dirigido por Geng Li investigó la influencia de la densidad del grupo de hormigas en la ruptura de la simetría. Utilizaron la hormiga roja de fuego importada para repetir el experimento con diferentes cantidades de hormigas. Los resultados muestran que la ruptura de simetría es alta a bajas densidades de hormigas, pero disminuye a partir de cierto punto en la densidad de hormigas. Es decir, cuando la densidad es baja, el grupo de hormigas produce un comportamiento de escape colectivo, mientras que a alta densidad, su comportamiento es más parecido al de partículas aleatorias.

## Explicaciones
La idea común es que la acción de inyectar el repelente de insectos induce un comportamiento gregario en las hormigas. Cuando las hormigas entran en «pánico», experimentan una fuerte tendencia a seguirse unas a otras. Como resultado, si una fluctuación aleatoria en el sistema produce una cantidad localmente grande de hormigas intentando alcanzar una de las dos puertas, la oscilación puede amplificarse porque las hormigas tienden a seguir la dirección de la mayoría de los individuos, lo que provoca que esa puerta se llene de gente.
Altshuler y sus colaboradores consiguieron reproducir en humanos sus experimentos de ruptura de simetría realizados anteriormente en hormigas, utilizando una versión simplificada del modelo teórico propuesto anteriormente por Helbing y otros, basado en el hecho de que los caminantes tienden a seguir la dirección general de movimiento de sus vecinos («regla de Vicsek» o partículas autopropulsadas), y dicho comportamiento de manada aumenta a medida que se incrementa el llamado «parámetro de pánico». En el caso de las hormigas, se supone que el parámetro de pánico es bajo cuando no se utiliza ningún repelente y alto cuando se utiliza el repelente.
Un modelo más "biológicamente sensible" basado en la deposición de una feromona de alarma por parte de las hormigas bajo estrés también reproduce el fenómeno de ruptura de simetría, con la ventaja de que también predice el resultado experimental para diferentes concentraciones de hormigas en la célula. El mecanismo de las feromonas comparte los elementos clave de los modelos anteriores: las hormigas estresadas tienden a "seguir a la multitud".